# Via ferrata Sperti
La via ferrata Sperti è una ferrata che si trova nel Gruppo della Schiara e si svolge al centro delle Pale del Balcon. Il tracciato può raggiungere la 
Gusèla del Vescovà.

## Discesa
La discesa dalla cima della Schiara si svolge attraverso la via ferrata Zacchi, che porta al rifugio 7º Alpini.

## Altre ferrate nella zona
- Via ferrata Luigi Zacchi
- Via ferrata Piero Rossi
- Via ferrata Berti